# Undozero
Undozero (in lingua russa Ундозеро) è una città situata in Russia, nell'Oblast' di Arcangelo, più precisamente nel Pleseckij rajon.